# Cửa hàng chuyên doanh
Cửa hàng chuyên doanh là cửa hàng phục vụ cho một thị trường bán lẻ cụ thể. Ví dụ về các cửa hàng chuyên doanh bao gồm cửa hàng máy ảnh, nhà thuốc, nhân viên văn phòng phẩm và nhà sách. Nói cách khác, một cửa hàng chuyên về một dòng sản phẩm.
Cửa hàng chuyên doanh cạnh tranh với các loại cửa hàng khác như cửa hàng bách hóa, cửa hàng tổng hợp, siêu thị và cửa hàng đa dạng. Cửa hàng chuyên doanh là cửa hàng độc lập không có chi nhánh.